# Rădășeni
Rădășeni è un comune della Romania di 4 415 abitanti, ubicato nel distretto di Suceava, nella regione storica della Moldavia.
Il comune è formato dall'unione di 3 villaggi: Lămășeni, Pocoleni, Rădășeni.